# Distrito de Muñani
Muñani es un distrito de la provincia de Azángaro en el departamento peruano de Puno, bajo la administración del Gobierno regional de Puno. En el año 2007 tenía una población de 7 582 habitantes y una densidad poblacional de 9,9 personas por km². Abarca un área total de 764,49 km².
Desde el punto de vista jerárquico de la Iglesia católica forma parte de la Diócesis de Puno, sufragánea de la Arquidiócesis de Arequipa.

## Historia
El distrito fue creado por un Decreto Supremo el 2 de mayo de 1854.,
Es necesario precisar si fue un Decreto Supremo del presidente Don Ramón Castilla y Marquesado.
Es tierra histórica de Pedro Willkapasa y no Vilcapaza, el gestor de la emancipación americana junto a Túpac Amaru, Túpak Katari y otros; así mismo fue el territorio en donde nació el discípulo de José Carlos Mariátegui, estamos hablando de Ezequiel Urviola y Rivero, quien batalló contra el gamonalismo en el sur del Perú, y murió comiendo tostado de maíz y cebada en Lima, en la lucha obrera.

## Geografía
Muñani se encuentra ubicado en las coordenadas 14°45′49″S 69°57′9″O / -14.76361, -69.95250. Según el INEI, Muñani tiene una superficie total de 764,49 km². este distrito se encuentra situado en el este de la provincia de Azángaro, en la zona norte del departamento de Puno y en la parte sur del territorio peruano. Su capital Muñani halla a una altitud de 3.916 m s. n. m..
| Noroeste: distrito de San Antón | Norte: distrito de Potoni y distrito de Putina | Noreste: distrito de Putina |
| Oeste: distrito de San José     |                                                | Este: distrito de Putina    |
| Suroeste distrito de Azángaro   | Sur: distrito de Azángaro y distrito de Putina | Sureste: distrito de Putin  |

## Demografía
Según el censo peruano de 2007, había 7582 personas residiendo en Muñani. La densidad de población era 9,9 hab./km².

## Autoridades

### Municipales
- 2023- 2026
  - Alcalde:
    - Hugolino Perez Ponce

  - Regidores:
    - German Serna Clavijo
    - Pastora Ochochoque Quispe
    - Florentino Vilcapaza Chambi
    - Marina Gomez Ticona
    - Pedro Mamani Miranda

### Religiosas
- Diócesis de Puno[3]
  - Obispo: Rvdmo. Javier Ely Quispe Condori

## Atractivos turísticos
- Hacienda Huasacona

A un kilómetro podemos observar un caserío de la exhacienda Huasacona, que pertenecía a la familia Andres Ratty en tiempos del gamonalismo, un lugar muy atractivo por la presencia de un imponente bosque de árboles de eucalipto, pino, ciprés y kolly un paisaje artificial ubicado a los pies del cerro Muñani, donde en la actualidad esta comunidad campesina cuenta con un centro criadero de vicuñas.
En el mismo trayecto encontramos la exhacienda de Muñani Chico de José María Linares e hijos familias más criminales del gamonalismo, posteriormente esta hacienda fue convertido con la reforma agraria en una unidad de producción denominado “Sociedad Agrícola de Interés Social” (SAIS) Huayna Capac, donde cuenta la historia que esta infraestructura fue una ciudadela con dos patios, el primero rodeado de habitaciones, cocina, quesería, depósito o almacén, mientras el segundo patio con una horna o capilla con una imagen de San Sebastián donde la población festejaba un 20 de enero de cada año, luego una sala con segundo piso, en especie de palomar para recibir visitas donde los dormitorios cuentan con sus propias estufas. Además de esta hacienda existía, la hacienda Morelo que se dedicaba a la ganadería y fue expropiada con la reforma agraria de 1969, los últimos dueños terratenientes fueron don Enrique Cuentas Zavala junto a su esposa doña Carmela Choquehuanca Román de Cuentas 
A 7 kilómetros al noreste del distrito encontramos un lugar denominado Mallquini – “los Sauces”, esta antigua hacienda fue propiedad de la familia imperial Choquehuanca, la cual con el tiempo pasó a manos de Rosalía Roselló Vieyra de Cornejo quien le sucedió a su hijo Ismael y este al morir se la cedió a doña Julia Cuentas Zavala de Cornejo-Rosello,la última propietaria antes de la reforma agraria, después de varios años se volvió el centro de crianza alpacas de la empresa Michel, con alta tecnología genética, ubicado frente al río Kinsa Sullka, pasando el Centro Poblado Neque Neque, dicho centro es muy atractivo, observamos dentro de un bosque de árboles se tiene un hotel de tres estrellas, que en la actualidad se tiene las visitas de turistas. Así mismo encontramos un albergue de niños que se encuentra a cargo de la misma empresa, los niños proceden de lugares de Toma, Neque Neque entre otros; implementado con un programa educativo de tres niveles de educación básica regular, que está a cargo de dos tutores que desarrollan las áreas de ecología, cultura entre otras actividades pedagógicas con equipamiento adecuado.

## Festividades
- Carnavales
- Aniversario del Distrito (2 de mayo)
- Santiago
- Virgen de Natividad Mamita de altagracia (6,7,8,9 de septiembre)
- Todo Santos Fecha Peculiar por sus T'anta Huahuas 1,2,3 de noviembre)